# State of Grace
"State of Grace" é uma canção da cantora e compositora estadunidense Taylor Swift, gravada para o seu quarto álbum de estúdio Red. A sua gravação ocorreu em 2011 nos Blackbird Studios, em Nashville, Tennessee. Foi lançada como um single promocional do disco em 16 de outubro de 2012. Escrita e produzida pela intérprete, que contou com o auxílio de Nathan Chapman na produção, a faixa fala sobre um amor intenso que desperta em Swift, e que a transforma, deixando-a em um "estado de graça". Musicalmente, trata-se de um tema de rock alternativo e arena rock, que foi bastante comparado aos trabalhos de bandas como U2.
A obra recebeu elogios de críticos especializados, que destacaram principalmente a estrutura da música e os vocais de Swift, além de notarem uma inovação por parte da artista na forma em que ela expressa o amor e seus sentimentos nos versos. Comercialmente, "State of Grace" obteve resultados moderados, atingindo a 13.ª posição da Billboard Hot 100 dos Estados Unidos, onde foi posteriormente certificada como ouro pela Recording Industry Association of America (RIAA) em reconhecimento às 500 mil unidades adquiridas, e ficando entre as cinquenta mais vendidas em países como Austrália, Canadá e Reino Unido. A canção foi apresentada ao vivo pela primeira vez na versão estadunidense do programa de televisão The X Factor, e mais tarde foi incluída na Red Tour (2013-14), terceira turnê mundial de Swift, sendo usada como número de abertura da setlist dos shows.
Após uma disputa de 2019 sobre a propriedade das masters de Swift, ela regravou a canção como "State of Grace (Taylor's Version)", como parte da regravação Red (Taylor's Version) (2021). "State of Grace (Taylor's Version)" alcançou as paradas de países como Irlanda, Canadá e Cingapura, Austrália, Nova Zelândia, Reino Unido e Estados Unidos.

## Antecedentes e lançamento
Em 13 de agosto de 2012, Taylor Swift protagonizou um webchat promovido pelo YouTube, onde anunciou pela primeira vez o seu quarto álbum de estúdio, Red. Durante o evento, a cantora falou sobre o disco e liberou o primeiro single do mesmo, uma canção chamada "We Are Never Ever Getting Back Together". Mais tarde, Swift fechou uma parceria com a iTunes Store e com o programa de televisão Good Morning America, para que em um mês antes do lançamento de Red, em 22 de outubro de 2012, fosse realizado uma contagem regressiva, no qual uma música inédita era divulgada promocionalmente a cada semana. A faixa escolhida tinha sua prévia executada no Good Morning America e, no dia seguinte, era vendida através de download digital no iTunes. A primeira foi "Begin Again", que depois veio a ser o segundo single do álbum. Em seguida, foi a vez de "Red" e "I Knew You Were Trouble." serem liberadas, e, por fim, "State of Grace", que foi lançada como o quarto e último projeto promocional antes do lançamento do disco.
"State of Grace" teve a sua prévia divulgada em 15 de outubro de 2012 no Good Morning America. Durante uma entrevista para esse mesmo programa, a intérprete disse: "A música fala sobre quando você se apaixona por alguém e pensa nas possibilidades, nos diferentes caminhos que o relacionamento pode ir' [...] É um som bem grande para mim, soa como a sensação de se apaixonar de uma forma épica". No dia seguinte, a canção foi lançada promocionalmente, através da iTunes Store. "State of Grace" é o tema de abertura do álbum Red, sendo que na edição deluxe está presente uma versão acústica da obra, que por sua vez é a última faixa do disco.

## Composição
"State of Grace" é uma canção de rock alternativo com duração de quatro minutos e cinquenta e cinco segundos, composta por Taylor Swift e produzida pela mesma ao lado de Nathan Chapman. Está escrita na tonalidade de mi maior com um andamento moderadamente rápido infundido no metrônomo de 132 batimentos por minuto. Os vocais da artista variam entre a nota si de três oitavas e dó sustenido de cinco. Sua instrumentação é composta através do uso da guitarra elétrica, do piano, de toques de bateria e linhas de guitarras pulsantes em uma estrutura semelhante aos trabalhos da banda irlandesa U2. Jason Lipshutz da Billboard afirmou que os instrumentos usados na canção mostram uma investida da cantora country no estilo de rock de bandas como Muse, The Temper Trap e U2.
Liricamente, a canção fala sobre o amor como um "estado de graça", que surpreende a intérprete ao chegar sem avisar e que a transforma. O tema se inicia com os versos: "Estou caminhando rápido pelas luzes do tráfego / Ruas e vidas ocupadas / E tudo que sabemos é encostar e sair / Estamos sozinhos, com nossas mentes em transformação / Nos apaixonamos até doer, sangrar ou passar com o tempo". Para Nate Jones do PopDust, as letras de "State of Grace" apresentam uma natureza mística, e esta se diferencia dos outros trabalhos da cantora não apenas pela sua sonoridade, mas também pela forma de como ela expressa o amor e os seus sentimentos. Marc Hogan da revista Spin comentou que na faixa, Swift está em êxtase, e não "em busca de vingança", como em seus trabalhos anteriores. Já Grady Smith, da revista Entertainment Weekly, disse o seguinte: "Enquanto as músicas de Swift são geralmente bastante liricamente conduzidas (e isso é uma coisa boa), 'State of Grace' é mais sobre construção - quando desponta na intérprete um sentimento de admiração triunfante que acompanha o amor - e os longos intervalos instrumentais da faixa proporcionam um impacto mais forte [ao ouvinte], o que é maduro para os padrões atrevimentos [em relacionamentos] dela".

## Recepção da crítica

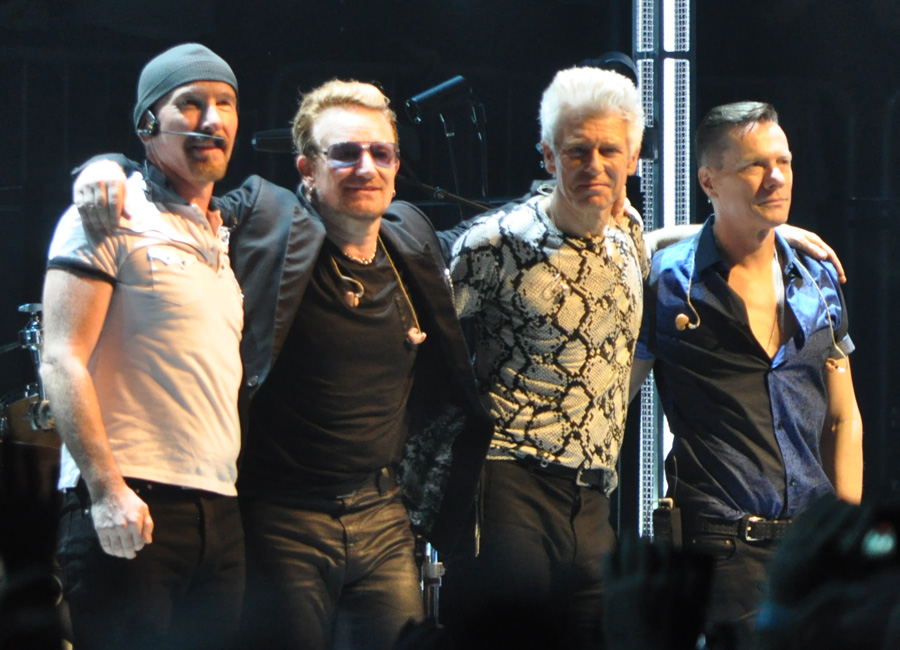
Vários críticos compararam "State of Grace" aos trabalhos da banda U2 (imagem).

Após o seu lançamento, "State of Grace" recebeu críticas bastante favoráveis da imprensa mundial. Andrew Unterberger, do site PopDust, comentou que pela sua sonoridade, não tinha certeza se "State of Grace" poderia ser escolhida como um single de Red, pois, segundo ele, "é uma canção imponente e abstrata para a rádio pop, e que, provavelmente, não chegaria a ter o mesmo potencial comercial de um '22' ou 'I Knew You Were Trouble'", mas afirmou ser a sua música favorita do disco. Jenna Hally Rubenstein, do blog MTV Buzzworthy, escreveu que a faixa é um meio termo da era Red, pois para ela "I Knew You Were Trouble" é "consideravelmente mais agressiva que o fantástico pop de 'We Are Never Ever Getting Back Together' e o quase country 'Red'". Para reforçar seu argumento de 'meio termo', ela elogiou o tema dizendo que a "produção espumante e vocal elétrico definitivamente fazem da obra uma gravação pop, mas que mesmo assim o sotaque country de Swift continua presente".
Assim como outros analistas, Marc Hogan da revista Spin também notou uma semelhança com os trabalhos da banda U2, mas especificamente ao estilo do disco The Joshua Tree (1987), declarando o seguinte: "Swift reconhece que o estilo de The Joshua Tree do U2 é tão tradicional atualmente quanto a música country, e ela adapta o gênero à exaltação melodramática de suas próprias observações românticas em primeira pessoa". Além disso, Hogan escreveu que dos singles promocionais de Red, "State of Grace" era a mais variada e menos country e que se tratava de uma melodia muito eficaz. August Brown, do periódico Los Angeles Times, obteve uma opinião similar, ao declarar que tratava-se da faixa "mais impressionante de Swift", embora desviasse da sonoridade estabelecida pela cantora. Brown comentou que a canção era uma 'reinvenção' para a imagem do disco Red, e que embora não tenha o mesmo apelo comercial de 'We Are Never Ever Getting Back Together' ou 'I Knew You Were Trouble', poderia ser a música mais eficiente.
Zara Golden, do VH1, enfatizou a instrumentação da canção, declarando: "Ela [Swift] mantém a bateria sob um ritmo mais acelerado, mas as camadas de ressonância encharcadas de guitarra fazem da faixa mais transparente como um hit de rock melodramático da década de 90". Adam Grahan, do jornal The Detroit News, também destacou a produção e instrumentação da obra, dizendo que esta soava como um "divisor de águas" para Swift, "com um tempo grande e como um hino de rock maduro [...] Soa como o U2 de 'City of Blinding Lights' (2005), utilizando muito truques de guitarra, similar ao de The Edge - guitarrista do U2. [...] A melhor parte da canção vem no segundo verso, quando o baixista sai totalmente, deixando Swift em um momento de solenidade enquanto canta". Grahan terminou sua resenha declarando que com 'State of Grace', Swift estava expandindo a sonoridade de sua música, revelando um lado que ela não sabia que tinha.

## Apresentações ao vivo

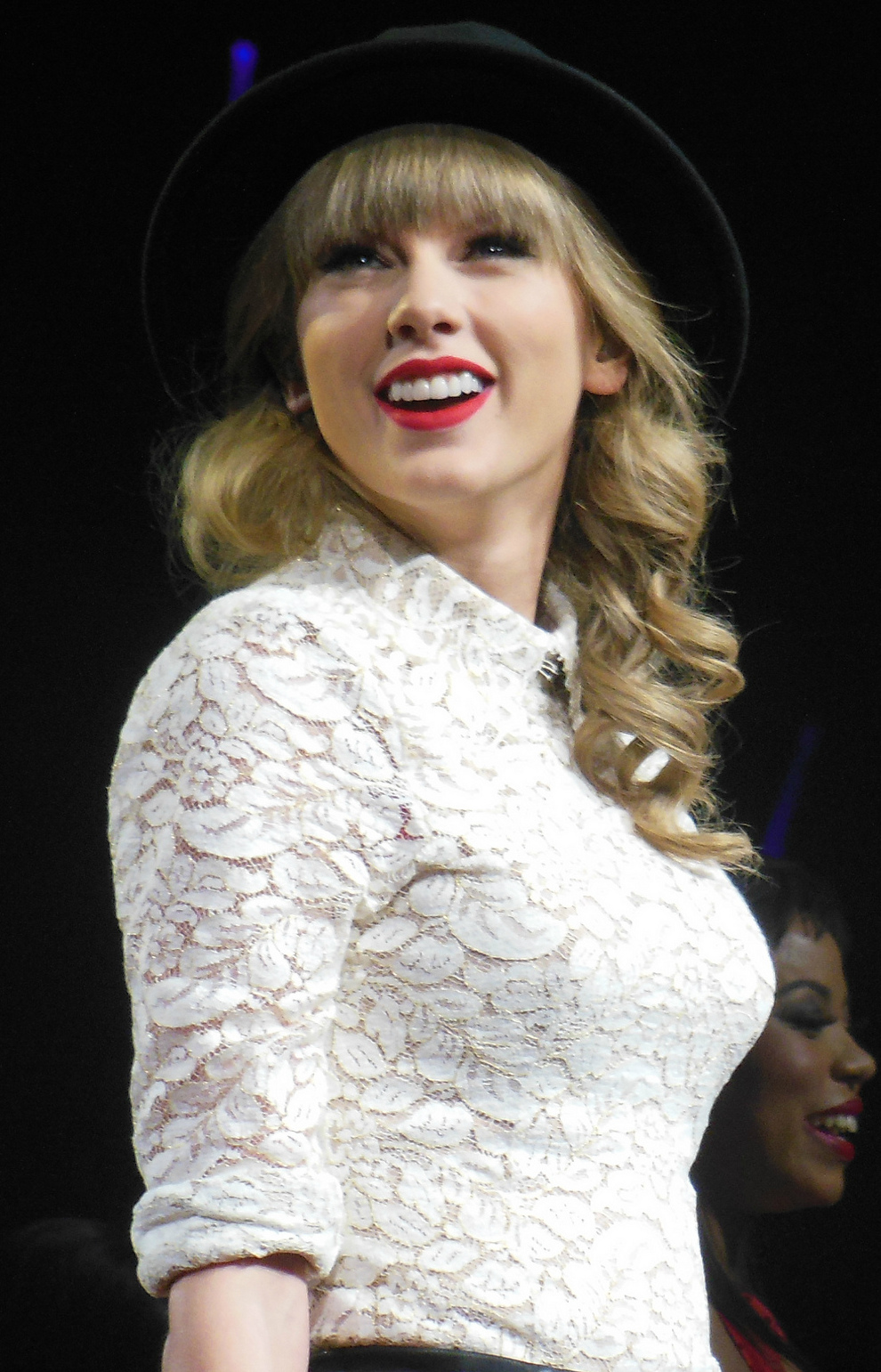
Swift durante a apresentação de "State of Grace" na The Red Tour (2013-14).

Swift apresentou-se com "State of Grace" pela primeira vez em 15 de novembro de 2012 na versão estadunidense do programa de televisão The X Factor. Sam Lansky do blog musical Idolator, elogiou a performance da artista no programa, comentando que já estava cansado de ver a jovem realizando performances apenas de "We Are Never Ever Getting Back Together", primeiro single de Red, e comentando: "Realizando uma interpretação deslumbrante de 'State of Grace', Swift tornou-se no centro das atenções em meio a um cenário de luzes douradas brilhantes - e ela parecia mais confortável cantando a música, que é mais adequado para os seus vocais do que 'Together', que ela vem se apresentando durante toda essa era Red". Ainda segundo Lansky, a escolha da intérprete para se apresentar com "State of Grace" foi um teste dela, para ver se a canção serviria como um single de seu álbum, e segundo ele, a resposta do público foi positiva. O jornalista Andrew Unterberger, do site PopDust, também elogiou a interpretação da musicista, escrevendo que se tratava de uma "forte performance, que começa suave e acústica, alcançando um estilo da banda U2 no final, apesar de que Taylor poderia ter capturado um pouco mais de engate em seu vocal no final". Quase um mês depois, a cantora se apresentou com a faixa no evento Z100 Jingle Ball, que ocorreu na arena Madison Square Garden, localizada na cidade de Nova York.
"State of Grace" foi utilizada como número de abertura em todos os shows da Red Tour (2013-14), terceira turnê mundial de Swift. Durante cada performance, a intérprete começava cantando atrás de uma cortina vermelha, que caía e a revelava ao público durante o primeiro refrão da faixa. No segundo verso, ela descia os degraus de uma escada posicionada no palco, e cantava o resto da música enquanto andava pelo local. No final, ocorria uma explosão de fogos, enquanto os músicos, os dançarinos e a cantora estavam em uma passarela que avançava sobre o público. Rob Sheffield da Rolling Stone afirmou que o chapéu preto usado por Swift na apresentação de "State of Grace" é semelhante a uma utilizada na turnê Joshua Tree Tour (1987) da banda U2. Para o crítico Randall Roberts, do Los Angeles Times, o espectador percebe que está em um grande espetáculo musical logo na apresentação de 'State of Grace', ao ver as faíscas de fogo no teto, comentando ainda que cada canção é um novo evento, devido ao conceito presente em cada número do show.

## Desempenho nas paradas musicais
Após o seu lançamento, "State of Grace" obteve um desempenho mediano nas paradas musicais. Nos Estados Unidos, a canção estreou na 13.ª posição da Billboard Hot 100, que lista as cem músicas mais tocadas e vendidas a cada semana no país, sendo que na edição seguinte, a canção saiu da lista dos cem primeiros, após ter ficado por apenas uma semana. A Recording Industry Association of America (RIAA) certificou a obra como ouro, em reconhecimento às 500 mil unidades adquiridas no país. Em outros países, a faixa conseguiu resultados diversos, atingindo o nono lugar no Canadá e o vigésimo na Nova Zelândia, além de ter aparecido nas paradas musicais da Austrália, Irlanda e Reino Unido, embora em colocações mais baixas.
| Parada musical (2012)              | Melhor posição |
| ---------------------------------- | -------------- |
| Austrália - ARIA Charts            | 44             |
| Canadá - Canadian Hot 100          | 9              |
| Estados Unidos - Billboard Hot 100 | 13             |
| Irlanda - IRMA                     | 43             |
| Nova Zelândia - RIANZ              | 20             |
| Reino Unido - UK Singles Chart     | 36             |

| País (Empresa)        | Certificação |
| --------------------- | ------------ |
| Estados Unidos (RIAA) | Ouro         |

## Créditos
Todo o processo de elaboração da canção atribui os seguintes créditos pessoais:
Gravação e publicação
- Gravada em 2011 nos Blackbird Studios (Nashville, Tennessee)
- Mixada nos Blackbird Studios (Nashville, Tennessee)
- Masterizada nos MasterMix (Nashville, Tennessee)
- Publicada pelas empresas Sony/ATV Music Publishing e Taylor Swift Music (BMI)

Produção
- Taylor Swift - vocais, composição, produção;
- Nathan Chapman - produção, violão, guitarra elétrica, baixo;
- Jason Campbell - coordenação de produção;
- LeAnn "Goddess" Bennett - coordenação de produção;
- Mike "Frog" Griffith - coordenação de produção;
- Nick Buda - bateria;
- Brian David Willis - engenharia adicional;
- Matt Rausch - engenharia adicional;
- Chad Carlson - gravação;
- Leland Elliot - assistente de gravação;
- Hank Williams - masterização;
- Justin Niebank - mixagem;
- Drew Bollman - assistência de mixagem;
- Eric Darken - percussão.